# Аксиома счётного выбора
Аксиома счётного выбора — аксиома теории множеств, обычно обозначаемая {\displaystyle \mathbf {AC} _{\omega }.} Аксиома утверждает, что для любого счётного семейства непустых множеств существует «функция выбора», извлекающая из каждого множества один и только один его элемент. Другими словами, для последовательности непустых множеств {\displaystyle S_{1},S_{2},S_{3}\dots } можно построить последовательность их представителей {\displaystyle x_{1},x_{2},x_{3}\dots } при этом множества {\displaystyle S_{i}} могут быть бесконечными и даже несчётными.

## Место аксиомы в математике
Аксиома счётного выбора {\displaystyle \mathbf {AC} _{\omega }} представляет собой ограниченный вариант полной аксиомы выбора ({\displaystyle \mathbf {AC} }), в отличие от последней она утверждает существование функции выбора только для счётного семейства множеств. Как доказал Пол Коэн, аксиома счётного выбора независима от других аксиом теории множеств (без аксиомы выбора). В отличие от полной аксиомы выбора, аксиома счётного выбора не приводит к парадоксу удвоения шара или иным противоречащим интуиции следствиям.
Аксиома счётного выбора достаточна для обоснования основных теорем анализа. Из неё следует, в частности:
- для любой предельной точки существует сходящаяся к ней последовательность;
- мера Лебега счётно-аддитивна;
- всякое бесконечное множество содержит счётное подмножество.

Однако значительная часть утверждений теории множеств не может быть доказана с помощью аксиомы счётного выбора. Например, чтобы доказать, что каждое множество может быть вполне упорядочено, требуется полная аксиома выбора.
Существует несколько усиленный вариант {\displaystyle \mathbf {AC} _{\omega },} называемый «аксиома зависимого выбора» ({\displaystyle \mathbf {DC} }). Аксиома счётного выбора вытекает из неё, а также из аксиомы детерминированности ({\displaystyle \mathbf {AD} }).